# 努瑟湖
53°39′26″N 10°34′14″E / 53.65714°N 10.57048°E
努瑟湖（德語：Nusser See），是德國的湖泊，位於該國北部石勒蘇益格-荷爾斯泰因州，由勞恩堡縣負責管轄，長0.4公里、寬0.4公里，面積0.1平方公里，海拔高度32米，平均水深1米，最大水深2.1米，水體容量9.7萬立方米。